# Грушківка (Звенигородський район)
Грушкі́вка — село в Україні, у Катеринопільській селищній громаді Звенигородського району Черкаської області. Населення становить 317 осіб.